# Elçin Məsiyev
Elçin Məsiyev (* 29. Juli 1991 in Baku) ist ein aserbaidschanischer Fußballschiedsrichter.
Məsiyev leitet seit der Saison 2019/20 Spiele in der aserbaidschanischen Premyer Liqası und hatte in dieser bereits über 80 Einsätze.
Seit 2021 steht Məsiyev auf der Liste der FIFA-Schiedsrichter (zusätzlich auch als Videoschiedsrichter) und leitet internationale Fußballspiele. Seit der zweiten Hälfte der Saison 2024/25 zählt er zur Gruppe der UEFA-First-Category-Schiedsrichter, der zweithöchsten Schiedsrichter-Kategorie.
In der Saison 2022/23 leitete Məsiyev erstmals ein Spiel in der Conference League. Darüber hinaus hatte er in der Saison 2023/24 seinen ersten Einsatz in der Qualifikation zur Champions League. Zudem pfiff er bereits Partien in der Nations League, in der EM-Qualifikation für die Europameisterschaft 2024 sowie weitere Qualifikations- und Freundschaftsspiele. Seit der zweiten Saisonhälfte der Saison 2024/25 gehört Məsiyev zu den UEFA-First-Category-Schiedsrichtern.